# Franz Bracht
Clemens Franz Bracht (ur. 23 listopada 1877 w Berlinie, zm. 26 listopada 1933 tamże) – niemiecki prawnik, sekretarz stanu w kancelarii Rzeszy (1923–1924), nadburmistrz Essen (1924–1932). 

## Życiorys
Po tzw. Zamachu Pruskim (niem. Preußenschlag) 20 lipca 1932, kiedy to kanclerz Rzeszy Franz von Papen rozwiązał pruski socjaldemokratyczny rząd krajowy Otto Brauna (SPD), wprowadził zarząd komisaryczny rządu Rzeszy a sam mianował się komisarzem Rzeszy (niem. Reichskommissar) na Prusy, Bracht został jego zastępcą. Od listopada 1932 minister bez teki w rządzie von Papena, od 3 grudnia 1932 do 30 stycznia 1933 minister spraw wewnętrznych w rządzie Kurta von Schleichera.